# Campionati italiani di sci alpino 1980
Ai Campionati italiani di sci alpino 1980 furono assegnati i titoli di discesa libera, slalom gigante, slalom speciale e combinata, sia maschili sia femminili.

## Risultati

### Uomini

#### Discesa libera
| Pos. | Atleta                 | Nazione |
| ---- | ---------------------- | ------- |
| 1    | Herbert Plank          | Italia  |
| 2    | Reinhard Schmalzl      | Italia  |
| 3    | Siegfried Kerschbaumer | Italia  |

#### Slalom gigante
| Pos. | Atleta            | Nazione |
| ---- | ----------------- | ------- |
| 1    | Tiziano Bieller   | Italia  |
| 2    | Roberto Grigis    | Italia  |
| 3    | Alessandro Berera | Italia  |

#### Slalom speciale
| Pos. | Atleta         | Nazione |
| ---- | -------------- | ------- |
| 1    | Piero Gros     | Italia  |
| 2    | Bruno Nöckler  | Italia  |
| 3    | Mauro Bernardi | Italia  |

#### Combinata
| Pos. | Atleta                 | Nazione |
| ---- | ---------------------- | ------- |
| 1    | Siegfried Kerschbaumer | Italia  |
| 2    | Giovanni Giudici       | Italia  |
| 3    | Mauro Cornaz           | Italia  |

### Donne

#### Discesa libera
| Pos. | Atleta           | Nazione |
| ---- | ---------------- | ------- |
| 1    | Jolanda Plank    | Italia  |
| 2    | Roberta Berbenni | Italia  |
| 3    | Paoletta Magoni  | Italia  |

#### Slalom gigante
| Pos. | Atleta           | Nazione |
| ---- | ---------------- | ------- |
| 1    | Claudia Giordani | Italia  |
| 2    | Wanda Bieler     | Italia  |
| 3    | Cinzia Valt      | Italia  |

#### Slalom speciale
| Pos. | Atleta        | Nazione |
| ---- | ------------- | ------- |
| 1    | Daniela Zini  | Italia  |
| 2    | Wanda Bieler  | Italia  |
| 3    | Kristen Adams | Italia  |

#### Combinata
| Pos. | Atleta          | Nazione |
| ---- | --------------- | ------- |
| 1    | Paoletta Magoni | Italia  |
| 2    | Rut Bernardi    | Italia  |
| 3    | Chiara Fiume    | Italia  |